# Прокруст
Прокруст (на гръцки: Προκρούστης) в древногръцката митология е прякор на атинския разбойник-великан Дамаст (или Полипемон). Той подлагал пътниците на изпитание – дали ще съвпаднат с размера на неговото легло, т.нар. Прокрустово ложе. При липса на съвпадение, на по-високите режел краката, а по-ниските разтеглял. Измамата се допълвала от устройството на желязното ложе – то имало две положения и Прокруст предварително го нагласявал, оценявайки ръста на пътника отдалеч.
Според друга версия на мита, леглата на Прокруст били две – едното късо, другото дълго, и съответно той поставял високите си жертви на късото легло, а ниските – на дългото.
Героят Тезей в своето пътуване към Атина избягва клопката и слага самия Прокруст на ложето му. Поради високата снага на Тезей, ложето било нагласено в късо положение. Затова той отрязва главата и краката на Прокруст. Това е последното изпитание на Тезей по пътя му към Атина.

## Идиоматично значение
В много съвременни езици „прокрустово ложе“ е идиом за ненужно тесни ограничения с цел уеднаквяване на несравними неща, често жертващи същността на ограничавания обект.